# 星千智
星千智（日语：／ Hoshi Chisato，1995年9月26日—），日本女子羽毛球运动员。石川縣白山市出生，畢業於松任初中、富岡第一中学校及金沢向陽高校。2014年4月加入日本Unisys株式會社羽毛球隊，2022年4月1日，日本Unisys株式會社改名為BIPROGY株式會社。

## 簡歷
2014年3月，星千智參加波蘭羽毛球公開賽，躋身女單決賽，最後以0比2（13-21、18-21）負於赛会6号种子、队友的楠瀨由佳，得到亞軍。
2015年7月，星千智出战俄羅斯羽毛球大獎賽，在女单準决赛以0比2（18-21、18-21）不敌队友的松本麻佑；此外，还与東野有紗在女双準决赛以1比2（11-21、22-20、16-21）不敌赛会2号种子、德国的乔安娜·格里斯威斯基/卡拉·尼尔特。
2016年3月，星千智与篠谷菜留出战秘魯羽毛球國際系列賽，在女双决赛以2比0（21-5、21-7）横扫赛会头号种子、土耳其的杰姆雷·费拉/埃布鲁·亚兹甘，夺得其首个国际赛冠军。同期3月，她出战巴西羽毛球國際賽，在女单决赛以0比2（13-21、15-21）不敌赛会5号种子、土耳其的内斯里汉·伊吉特，赢得亚军；此外，还与篠谷菜留的女双决赛以2比0（21-13、21-19）击败了澳大利亚的塞特亚纳·玛帕萨/格罗娅·萨莫维尔，赢得冠军。同年5月，她出战越南羽毛球國際挑戰賽，在女单準决赛以0比2（17-21、18-21）不敌赛会2号种子、东道主的武氏妆。
2017年3月，星千智出战葡萄牙羽毛球國際賽，在女单决赛以0比2（10-21、15-21）不敌队友的高橋沙也加，赢得亚军；此外，还与篠谷菜留的女双决赛以2比0（21-13、21-6）击败了丹麦的埃米莉·尤尔·摩勒/麦尔·苏罗，赢得冠军。同年4月，她与篠谷菜留出战芬蘭羽毛球公開賽，在女双决赛以0比2（18-21、13-21）不敌队友的新玉美鄉/渡邊茜，赢得亚军。同年5月，她与篠谷菜留出战樂魚羽毛球國際挑戰賽，在女双决赛以0比2（19-21、14-21）不敌赛会6号种子、队友的松山奈未/志田千陽，赢得亚军。同年7月，她与篠谷菜留出战加拿大羽毛球大獎賽，在女双决赛以1比2（16-21、21-16、18-21）不敌赛会6号种子、队友的松本麻佑/永原和可那，赢得亚军。
2018年2月，星千智與中西貴映出戰奧地利羽毛球公開賽。在女雙决赛中，表现更胜一筹以2比0 （21-15、21-18）击败了队友的保原彩夏/曽根夏姫，赢得开门红。

## 主要比賽成績
只列出曾進入準決賽的國際賽事成績：
| 年份   | 賽事                           | 公開賽級別 | 項目     | 拍檔     | 成績   |
| ------ | ------------------------------ | ---------- | -------- | -------- | ------ |
| 2012年 | 亞洲青年羽毛球錦標賽           | 其他       | 混合團體 | －       | 冠軍   |
| 2012年 | 世界青年羽毛球錦標賽           | 其他       | 混合團體 | －       | 亞軍   |
| 2013年 | 亞洲青年羽毛球錦標賽           | 其他       | 混合團體 | －       | 準決賽 |
| 2014年 | 波蘭羽毛球公開賽               | 國際挑戰賽 | 女子單打 | －       | 亞軍   |
| 2015年 | 中國羽毛球大師賽               | 黃金大獎賽 | 女子單打 | －       | 準決賽 |
| 2015年 | 俄羅斯羽毛球大獎賽             | 大獎賽     | 女子單打 | －       | 準決賽 |
| 2015年 | 俄羅斯羽毛球大獎賽             | 大獎賽     | 女子雙打 | 東野有紗 | 準決賽 |
| 2016年 | 秘魯羽毛球國際系列賽           | 國際系列賽 | 女子雙打 | 篠谷菜留 | 冠軍   |
| 2016年 | 巴西羽毛球國際賽               | 國際系列賽 | 女子單打 | －       | 亞軍   |
| 2016年 | 巴西羽毛球國際賽               | 國際系列賽 | 女子雙打 | 篠谷菜留 | 冠軍   |
| 2016年 | 越南羽毛球國際挑戰賽           | 國際挑戰賽 | 女子單打 | －       | 準決賽 |
| 2017年 | 葡萄牙羽毛球國際賽             | 國際系列賽 | 女子單打 | －       | 亞軍   |
| 2017年 | 葡萄牙羽毛球國際賽             | 國際系列賽 | 女子雙打 | 篠谷菜留 | 冠軍   |
| 2017年 | 瑞士羽毛球黃金大獎賽           | 黃金大獎賽 | 女子單打 | －       | 準決賽 |
| 2017年 | 芬蘭羽毛球公開賽               | 國際挑戰賽 | 女子雙打 | 篠谷菜留 | 亞軍   |
| 2017年 | 樂魚羽毛球國際挑戰賽           | 國際挑戰賽 | 女子雙打 | 篠谷菜留 | 亞軍   |
| 2017年 | 加拿大羽毛球大獎賽             | 大獎賽     | 女子雙打 | 篠谷菜留 | 亞軍   |
| 2018年 | 奧地利羽毛球公開賽             | 國際挑戰賽 | 女子雙打 | 中西貴映 | 冠軍   |
| 2018年 | 俄羅斯羽毛球公開賽             | 超級100賽  | 女子雙打 | 中西貴映 | 冠軍   |
| 2019年 | 波蘭羽毛球公開賽               | 國際挑戰賽 | 女子雙打 | 松田蒼   | 冠軍   |
| 2021年 | 海洛羽毛球公開賽               | 超級500賽  | 女子雙打 | 松田蒼   | 冠軍   |
| 2022年 | 馬哈拉施特拉邦羽毛球國際挑戰賽 | 國際挑戰賽 | 女子雙打 | 高橋美優 | 冠軍   |
| 2022年 | 恰蒂斯加爾邦羽毛球國際挑戰賽   | 國際挑戰賽 | 女子雙打 | 高橋美優 | 冠軍   |
| 2022年 | 馬爾代夫羽毛球國際挑戰賽       | 國際挑戰賽 | 女子雙打 | 高橋美優 | 冠軍   |

| 2007-2017年 | 首要超級賽 | 超級賽 | 黃金大獎賽 | 大獎賽 | 國際挑戰賽 | 國際系列賽 | 未來系列賽 | 其他 |

| 2018-2026年 | 總決賽 | 超級1000賽 | 超級750賽 | 超級500賽 | 超級300賽 | 超級100賽 | 國際挑戰賽 | 國際系列賽 | 未來系列賽 | 其他 |

### 奧運會和世錦賽參賽紀錄
|          | 搭檔   | 2021 |
| -------- | ------ | ---- |
| 女子雙打 | 松田蒼 | 32強 |